# Helle Fagralidová
Helle Fagralidová, nepřechýleně Fagralid (* 11. května 1976 Helsingør), je dánská divadelní, filmová a televizní herečka faerského původu, která na filmovém plátně debutovala jako jedenáctiletá v rodinném snímku Negerkys og labre larver z roku 1987.

## Osobní život a herecká kariéra
Narodila se roku 1976 ve východodánském přístavním městě Helsingør. Roku 2001 absolvovala kodaňskou uměleckou školu Statens Teaterskole. V sezóně 2002 nastoupila do Královského divadla v Kodani. Roku 2013 byla pasována na rytířku 1. stupně Řádu Dannebroga.
Do vztahu s bubeníkem Stefanem Pasborgem se narodil syn. V roce 2012 se vdala za dánského filmové režiséra Oleho Bornedala.
Ve filmu ztvárnila role Nan Sandové v kodaňském dramatu Rekonstrukce (2003) či asistentky Signe Jonsenové v politicko-žurnalistickém thrilleru Královská hra (2004). Za výkon v úloze Signe z dramatického filmu Smutek a radost (2013) obdržela v roce 2014 dánskou národní filmovou Robertovu cenu pro nejlepší herečku v hlavní roli a byla nominována na Bodilovo ocenění. Zhostila se také úlohy rukojmí Julie v akčním thrilleru Ambulancen (2005).
V televizní tvorbě si zahrála vedlejší postavu Iben Vangsøvé v seriálu Nikolaj a Julie (2002–2003), nordickou bohyni plodnosti Freyu ve vánoční minisérii Jul i Valhal (2005) a představila se také jako matka pohřešované Emilie a exmanželka rejdaře Maja Zeuthenová v třetí řadě dánského kriminálního seriálu Zločin.

## Herecká filmografie
| Film     |                              |                      |                                                   |
| rok      | film                         | role                 | poznámka                                          |
| 1987     | Negerkys og labre larver     |                      |                                                   |
| 1988     | Rødtotterne og Tyrannos      | Helen                |                                                   |
| 1990     | Lad isbjørnene danse         | studentka            |                                                   |
| 1992     | Det skaldede spøgelse        | Beatrice             |                                                   |
| 1995     | Farligt venskab              | Lina                 |                                                   |
| 1995     | Cirkus Ildebrand             | Helle                |                                                   |
| 1996     | Mørkeleg                     |                      | neuvedena v titulcích                             |
| 1997     | Hemmeligheder                | Marika               |                                                   |
| 1997     | Nonnebørn                    | Marianne             |                                                   |
| 1998     | Constance                    | Constance            | hlasová role                                      |
| 1999     | Kærlighed ved første hik     | Lotte                |                                                   |
| 1999     | Klinkevals                   |                      |                                                   |
| 2000     | Sofia – født 1901            | policejní důstojnice | hlasová role                                      |
| 2000     | Juliane                      | Henriette            |                                                   |
| 2002     | Debutanten                   | Ophelia              |                                                   |
| 2003     | Dykkerdrengen                | průvodkyně           |                                                   |
| 2003     | Rekonstrukce                 | Nan Sandová          |                                                   |
| 2003     | Mellem os                    | Sabine               |                                                   |
| 2004     | Den gode strømer             | dívka ve stánku      |                                                   |
| 2004     | Královská hra                | Signe Jonsenová      |                                                   |
| 2005     | Bare Holger                  | Astrid Fjernballeová |                                                   |
| 2005     | Ambulancen                   | Julie                |                                                   |
| 2006     | Istedgade                    | Ida                  |                                                   |
| 2008     | Blå mænd                     | Sofie                |                                                   |
| 2009     | Originál                     | mladá Harriet        |                                                   |
| 2013     | Smutek a radost              | Signe                | Robertova cena pro nejlepší herečku v hlavní roli |
| 2013     | Doba ledová 4: Země v pohybu | Shira                | hlasová role                                      |
| Televize |                              |                      |                                                   |
| rok      | film / seriál                | role                 | poznámka                                          |
| 1992     | Mysteriet om det levende lig | Manette              | seriál                                            |
| 1994     | Landsbyen                    | dívka na zastávce    | seriál                                            |
| 1997     | Strisser på Samsø            | Britt                | seriál                                            |
| 1997     | Hotel Oslo                   | Jette                | seriál                                            |
| 2001     | Rejseholdet                  | Signe                | seriál                                            |
| 2003     | Nikolaj og Julie             | Iben Vangsøvá        | seriál                                            |
| 2003     | Detaljer                     | Emma                 | televizní film                                    |
| 2005     | Jul i Valhal                 | Freya                | seriál                                            |
| 2009     | Muži z Blekingegade          | Tine Weimannová      | seriál                                            |
| 2012     | Zločin                       | Maja Zeuthenová      | seriál, 3. řada                                   |
| 2014     | 1864                         | Ingrid Juelová       | seriál                                            |